# Club Sarmiento (Pigué)
El Club Sarmiento de Pigüé es una institución deportiva de la ciudad de Pigüé, Buenos Aires, Argentina. Es el máximo campeón de la Liga Regional de Fútbol de Coronel Suárez con 24 conquistas. Fue fundado el lunes 2 de septiembre de 1912 bajo el nombre de “Team Colorado Pueblo Nuevo” en el almacén “El Progreso”, situado sobre calle Sarmiento y Avenida Mitre. A las pocas semanas finalmente pasó a llamarse Foot Ball Club Sarmiento. Tiene su sede en Avenida Mitre 166, Pigüé y sus planteles superiores e inferiores de fútbol se desempeñan como locales en el Campo de Deportes Eduardo Gayraud, inaugurado el 7 de mayo de 1944 y con una capacidad de aproximadamente 2.000 espectadores.
Es uno de los clubes más históricos de la región y de la Liga Regional y disputa el Clásico de Pigüé contra el Club Atlético Peñarol de la misma ciudad. Ha conseguido ser el más laureado tanto en el fútbol masculino como en el femenino, siendo el mayor protagonista desde la aparición de las competencias oficiales. Además del fútbol que es su actividad principal, el Club Sarmiento cuenta con numerosas disciplinas como hockey, patín, rugby, tenis, vóley entre otras.
Entre los futbolistas destacados que han surgido de las divisiones formativas de Sarmiento se encuentran jugadores como Roberto Trotta, Leandro González, Maximiliano Ginóbili, Marcos Litre y algunos más que han llegado a hacer armas en competencias como Nacional B, Torneos Federales o incluso jugado en el exterior del país.
Es conocido como “El Negro” o “El Albiazul” y su hinchada se denomina “La 22”.

## Historia

### Fundación[1]
En el domicilio de los Gayraud un grupo de jóvenes comenzaron a reunirse con la intención de formar una nueva agrupación de fútbol en la ciudad de Pigüé. Es así como el lunes 2 de septiembre de 1912 nace el “Team Colorado Pueblo Nuevo”, posteriormente llamado “Foot Ball Club Sarmiento”. El motivo de la elección de éste nombre tiene dos explicaciones: por un lado se dice que fue en homenaje al prócer argentino Domingo Faustino Sarmiento, y por otro lado se argumenta que se eligió haciendo referencia a una de las calles en donde estaba ubicado el almacén “El Progreso” donde se gestó el nacimiento del Club.
La Primera Comisión Directiva estuvo conformada por:
- Presidente: Juan Cazaux

- Vicepresidente: Celestino Cazaux
- Secretario: Serapio del Castillo
- Tesorero: José Santichio
- Vocales: Enrique Gayraud, Pedro Lafranchi, Jesús Pérez, Nazareno Vesprini

También participaron Nazareno Gentile, Bautista Mutti, Carlos Cerutti, Antonio Poletto, Bernardo Ochoa, Silverio Ayoroa, Francisco Amadío, Adolfo Cingolani, Gabriel Guzmán, Ginés González, Pedro Castoldi, Francisco Greco, Agustín Fermani, Pedro Narváez y Teófilo Souladié, quienes sin formar parte de la Comisión aportaron al nacimiento del Club.

### Presidentes
- Juan Cazaux (1912-1913)
- Mario Trech (1914-1915)
- Pascual Cima (1916-1917)
- José Luis Gayraud (1918-1937)
- Andrés González (1938-1961)
- Eduardo Gayraud (1961-1991 y 1993-1995)
- Carlos Álvarez (1991-1993)
- Eduardo Fontanazza (1996-1998 y 2004-2006)
- Carlos A. Mercuri (1998-2004)
- Claudio González (2006-2008)
- Roberto Notararigo (2008-2012)
- Juan P. Martinoya (2012-2016)
- Hugo Caldera (2017-2024)
- Fabián Palma (2024–Act.)

## Palmarés[2]
| Campeonato                      | Subcampeón                     | Año  | Estadio                                    |
| ------------------------------- | ------------------------------ | ---- | ------------------------------------------ |
| Liga Regional de Coronel Suárez | Automoto de Tornquist          | 2017 | Estadio Eduardo Gayraud                    |
| Liga Regional de Coronel Suárez | Tiro Federal de Puan           | 2007 | Polideportivo de Puan                      |
| Liga Regional de Coronel Suárez | Tiro Federal de Puan           | 2004 | Estadio Rubén Segui                        |
| Liga Regional de Coronel Suárez | Empleados de Comercio          | 1996 | -                                          |
| Liga Regional de Coronel Suárez | Deportivo Sarmiento            | 1991 | Estadio Eduardo Gayraud                    |
| Liga Regional de Coronel Suárez | Club Atlético Peñarol          | 1989 | Estadio 19 de Marzo                        |
| Liga Regional de Coronel Suárez | Club Atlético Peñarol          | 1988 | Estadio Eduardo Gayraud                    |
| Liga Regional de Coronel Suárez | Deportivo Sarmiento            | 1982 | -                                          |
| Liga Regional de Coronel Suárez | -                              | 1981 | -                                          |
| Liga Regional de Coronel Suárez | Blanco y Negro                 | 1979 | -                                          |
| Liga Regional de Coronel Suárez | Blanco y Negro                 | 1978 | Parque Juan E. Bove                        |
| Liga Regional de Coronel Suárez | Club Deportivo Argentino       | 1973 | Estadio 19 de Marzo                        |
| Liga Regional de Coronel Suárez | -                              | 1969 | -                                          |
| Liga Regional de Coronel Suárez | Deportivo Arroyocortense       | 1966 | -                                          |
| Liga Regional de Coronel Suárez | Boca Juniors de Coronel Suárez | 1963 | -                                          |
| Liga Regional de Coronel Suárez | Club Atlético Peñarol          | 1960 | -                                          |
| Liga Regional de Coronel Suárez | Blanco y Negro                 | 1959 | -                                          |
| Liga Regional de Coronel Suárez | -                              | 1958 | -                                          |
| Liga Regional de Coronel Suárez | Atlético Huanguelén            | 1957 | -                                          |
| Liga Regional de Coronel Suárez | Deportivo Sarmiento            | 1955 | -                                          |
| Liga Regional de Coronel Suárez | Sportivo Sarmiento             | 1947 | Parque Felisa de Alberdi                   |
| Liga Regional de Coronel Suárez | Centro Blanco y Negro          | 1946 | Centro Sportivo Sarmiento (Coronel Suárez) |
| Liga Regional de Coronel Suárez | -                              | 1945 | -                                          |
| Liga Regional de Coronel Suárez | -                              | 1944 | -                                          |
| Asociación Deportiva del Sud    | Huracán de Goyena              | 1932 | Foot Ball Club Pigüé                       |

- Liga Regional de Coronel Suárez: 24 (1944, 1945, 1946, 1947, 1955, 1957, 1958, 1959, 1960, 1963, 1966, 1969, 1973, 1978, 1979, 1981, 1982, 1988, 1989, 1991, 1996, 2004, 2007, 2017)

- Campeonato de la Asociación Deportiva del Sud: 1 (1932)

### Torneos Regionales
En el año 1988 Sarmiento jugó el Campeonato Provincial de Clubes, convirtiéndose en el primer equipo de la ciudad en disputar un regional. Se enfrentó a F. C. Bunge de General Villegas, Monumental de Trenque Lauquen, Estudiantes Unidos de Pehuajó, F. C. T. Algarrobos y Deportivo Guglieri de Daireaux.
Para el año 1989 disputó el llamado “Torneo del Interior”, organizado por el Consejo Federal de Fútbol de la AFA, con el objetivo de clasificar los equipos que participarían en la Primera “B” Nacional en la temporada 1990/91. Dicha competencia se disputaba en 3 rondas y Sarmiento quedaría eliminado en la primera, donde participó de la Subzona “B”. Tras cosechar 7 puntos, terminaría en el tercer lugar del grupo en el que avanzaron Huracán de Tres Arroyos con 9 unidades y Rivadavia de Necochea que sumó 8. Cerró las filas Puerto Comercial de Ingeniero White con 0 unidades.
En el 1991 volvió a jugar el “Torneo del Interior” de 122 equipos. Nuevamente disputó la Subzona “B” y acabó clasificando en la tercera posición al igual que en 1989, después de sumar 6 puntos. Compartió zona con Estación Quequén que clasificó primero con 8 puntos, Olimpo que fue el segundo con 7 y Boca Juniors de Tres Arroyos que cosechó solo 3 unidades.
Sarmiento disputó el “Torneo Argentino B” como representante de la Liga Regional de Suárez en el año 1997, formando parte del grupo 2 de la región geográfica del sur de la Provincia de Buenos Aires. Compartió zona con Liniers de Bahía Blanca y Quilmes de Tres Arroyos, logrando sumar sólo un punto en su primer encuentro ante este último. Hasta el momento ésta es la última participación de la institución pigüense en competencias regionales, debido en parte a los gastos que esto conlleva y el difícil presente de los clubes del interior. 

### Otros hitos
En 1931 es creada la Asociación Deportiva del Sud, una liga regional que tenía como objetivo agrupar y dirigir las actividades deportivas del Partido de Saavedra y parte del de Puán. Sólo de disputaron 2 campeonatos, 1931 y 1932. Puan Foot Ball Club y Sarmiento fueros los ganadores respectivamente.
En 1945 disputó la “Copa de la República”, que fue conquistada por Estudiantes de La Plata al derrotar en el partido decisivo a Boca Juniors. En esta edición, participaron de 45 a 50 clubes de todo el país. La final se disputó en marzo de 1946, en el estadio de San Lorenzo, antes del comienzo del torneo oficial de Primera División. Como terminó igualada, tuvo la curiosidad de que el desempate se disputó nueve meses después de la primera, en el mismo escenario, luego de finalizado el campeonato oficial de 1946. Sarmiento pasaría automáticamente la primera ronda y caería posteriormente en la segunda ante Boca Juniors de Tres Arroyos en cancha de El Nacional de la misma localidad.
En el año 1947 se enfrentó a Estudiantes de La Plata en la ciudad de Pigüé, en un atractivo encuentro que quedaría en la historia. El pincharrata, que contaba en sus filas con jugadores de renombre en el fútbol nacional de la época, vencería a Sarmiento por 2 a 1. Estos fueron los equipos aquella tarde:
- Estudiantes: Buiak, Pirone, Gladys, Rodríguez, Romo, Sande, Oroz, Cerione, Bouche, Dadario, Benavidez, Gaetan, Iglesias, Romengo, Benites, Gagliardo.
- Sarmiento: Genco, Igartua, Celoné, Girolimini, Console, Visconti, Duarte, Díaz, Morala, Biaggioli, Ferraro, Villalba, Polonara, Baldoni, Gayraud.

En 1987 parte del plantel del Club Sarmiento viajó a Francia en el marco de un intercambio cultural y deportivo. Se instalaron en la ciudad de Espalion, Aveyron. Allí permanecieron una semana disputando amistosos con equipos europeos. El primer partido se jugó en Espalion, en el marco de la inauguración de un estadio polideportivo municipal, donde “El Negro” caería por 4 a 1 ante Stade Ruthenois. Luego se disputó la revancha en Rodez y, ante una crecida concurrencia de público, el equipo francés volvió a imponerse por 1 a 0. Un tercer partido fue jugado en Requista, donde los de Pigüé tampoco lograron pasar de la derrota.